# Mia Čorak Slavenska

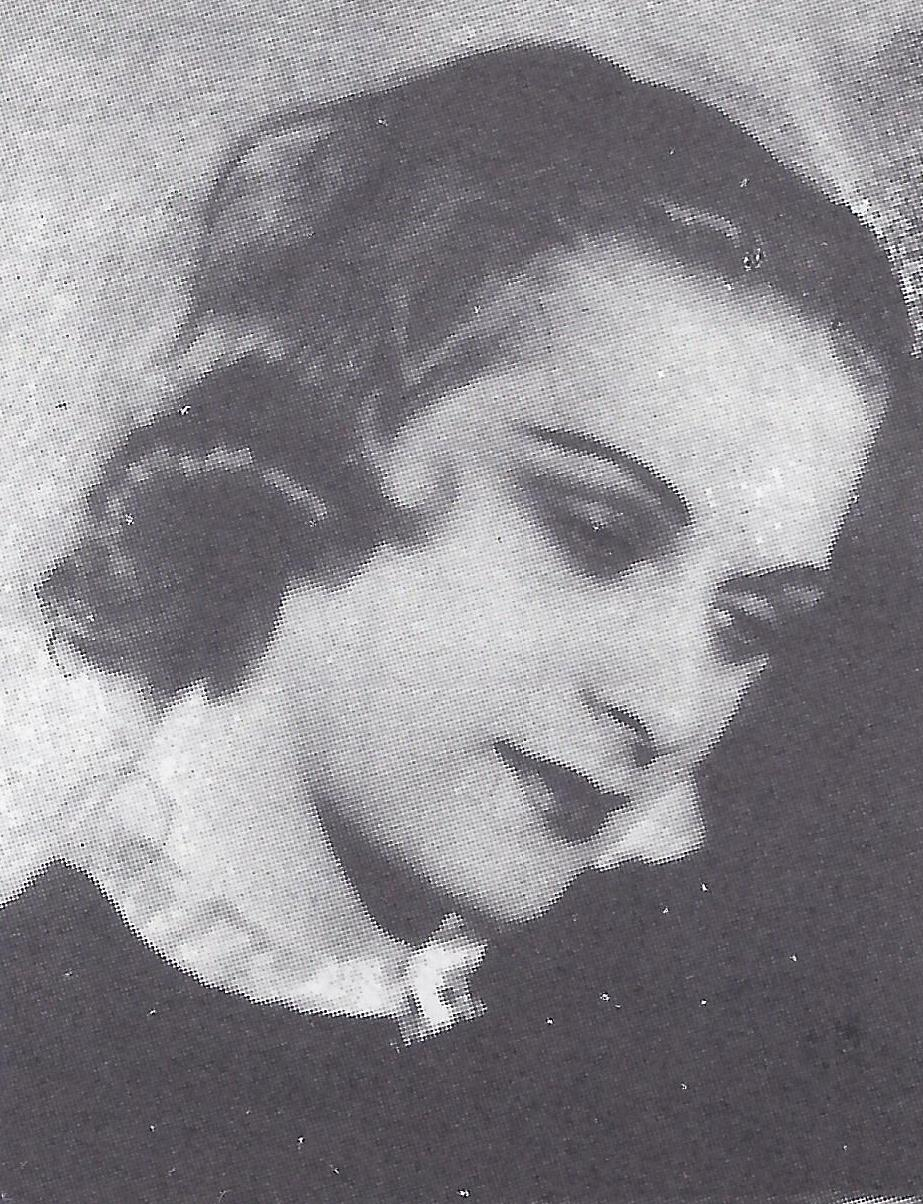
Mia Čorak Slavenska (1966)

Mia Čorak Slavenska (* 20. Februar 1916 in Brod na Savi; † 5. Oktober 2002 in Los Angeles) war eine jugoslawisch-US-amerikanische Primaballerina.

## Biografie
Mia Čorak Slavenska begann im vierten Lebensjahr zu tanzen und wurde im Kroatischen Nationaltheater in Zagreb Primaballerina. Sie studierte bei Josephine Weiss in Zagreb und hatte im Jahr 1924 im Ballet Licitarsko srce von Baranić ihr Debüt. Im 17. Lebensjahr wurde Slavenska Primaballerina. Nach einer Filmrolle im Spielfilm La Mort du Cygne von Jean Benoit-Levy im Jahr 1938 siedelte sie in die USA über, wo sie als Tänzerin und Tanzlehrerin arbeitete.
Sie gründete das Slavenska Ballette Variante und später das Theatre Ballette. Im Jahr 1954 wurde sie an der Metropolitan Opera Ballet Primaballerina. Von ihr existieren nur wenig Filmaufnahmen.
Im Jahr 1946 heiratete sie den österreichischen Schauspieler Kurt Neumann. Aus dieser Ehe ging ihre Tochter Maria hervor.